# International League T20 2023
La International League T20 2023, conosciuta anche come DP World ILT20 2023 per motivi di sponsorizzazione, è stata la prima edizione della International League T20 (ILT20), una lega professionistica di cricket in formato Twenty20 negli Emirati Arabi Uniti, organizzata dall'Emirates Cricket Board (ECB). Nel giugno 2022, è stato confermato che la stagione si sarebbe svolta tra gennaio e febbraio 2023. Il calendario delle partite è stato annunciato il 29 novembre, con il campionato programmato dal 13 gennaio al 12 febbraio 2023.
Sebbene le partite si siano giocate secondo il formato standard del Twenty20, le statistiche dei giocatori non sono state incluse nei record ufficiali, poiché l'Emirates Cricket Board non è un membro a pieno titolo del International Cricket Council (ICC).
Nella finale, i Gulf Giants hanno sconfitto i Desert Vipers per sette wickets, conquistando così il titolo inaugurale.

## Squadre
| Abu Dhabi Knight Riders Coach: Abhishek Nayar | Desert Vipers Coach: James Foster | Dubai Capitals Coach: Phil Simmons | Gulf Giants Coach: Andy Flower | MI Emirates Coach: Shane Bond | Sharjah Warriors Coach: Paul Farbrace |
| --- | --- | --- | --- | --- | --- |
| - Sunil Narine (C) - Andre Russell - Jonny Bairstow - Paul Stirling - Lahiru Kumara - Charith Asalanka - Colin Ingram - Akeal Hosein - Seekkuge Prasanna - Ravi Rampaul - Raymon Reifer - Kennar Lewis - Ali Khan - Brandon Glover - Matiullah Khan - Fahad Nawaz - Sabir Ali - Zawar Farid - Marchant de Lange - Dhananjaya De Silva - Connor Esterhuizen - Traveen Mathew - Joe Clarke | - Colin Munro (C) - Wanindu Hasaranga - Sam Billings - Alex Hales - Tom Curran - Sandeep Lamichhane - Saqib Mahmood - Sherfane Rutherford - Ben Duckett - Benny Howell - Sheldon Cottrell - Ruben Trumpelmann - Qasim Akram - Rohan Mustafa - Shiraz Ahmed - Ali Naseer - Ronak Panoly - Aryan Lakra - Tymal Mills - Matheesha Pathirana - Dinesh Chandimal - Adam Lyth - Mark Watt - Gus Atkinson - Jake Lintott - Saad Bin Zafar* - Shiraz Khan* - Kushal Malla* - Shaheen Afridi | - Rovman Powell (C) - Dushmantha Chameera - Hazratullah Zazai - Fabian Allen - Mujeeb Ur Rahman - Sikandar Raza - Niroshan Dickwella - Dasun Shanaka - Bhanuka Rajapaksa - Dan Lawrence - Blessing Muzarabani - Isuru Udana - George Munsey - Fred Klaassen - Tim Pringle* - Ravi Bopara - Hazrat Luqman - Chirag Suri - Jash Giyanani - Akif Raja - Robin Uthappa - Yusuf Pathan - Joe Root - Chamika Karunaratne - Oliver White - Jonathan Figy* - Adhitya Shetty* - Yasir Mohammad* - Adam Zampa | - James Vince (C) - Shimron Hetmyer - Chris Jordan - Chris Lynn - Tom Banton - Dominic Drakes - David Wiese - Liam Dawson - Jamie Overton - Qais Ahmad - Richard Gleeson - Ollie Pope - Rehan Ahmed - Wayne Madsen - Aayan Afzal Khan - Sanchit Sharma - Chundangapoyil Rizwan - Ashwanth Valthapa - Ansh Tandon* - Meet Bhavsar* - Thomas Helm - Gerhard Erasmus - Carlos Brathwaite - Finn Allen* - Richard Ngarava* - Kusal Mendis* - Asif Khan* - Ritwik Behera* - Harry Tector* - Phil Salt* - Izharulhaq Naveed* - Bilal Hassan* - Shariz Ahmad* - Nipun Malinga* | - Kieron Pollard (C) - Dwayne Bravo - Nicholas Pooran - Trent Boult - Andre Fletcher - Imran Tahir - Samit Patel - Will Smeed - Jordan Thompson - Najibullah Zadran - Zahir Khan - Fazalhaq Farooqi - Brad Wheal - Bas de Leede - Muhammad Waseem - Basil Hameed - Vriitya Aravind - Zahoor Khan - Lorcan Tucker - Zaman Khan* - Craig Overton - Tom Lammonby - Dan MouSRIey - Rahul Bhatia* - Vatsal Vaghela* - Fayyaz Butt* - Mohammed Rizlan* - Waseeq Ahmed* - David Mathias* - Rashid Khan | - Moeen Ali (C) - Dawid Malan - Evin Lewis - Mohammad Nabi - Chris Woakes - Noor Ahmad - Rahmanullah Gurbaz - Naveen-ul-Haq - Tom Kohler-Cadmore - Chris Benjamin - Danny Briggs - Mark Deyal - Bilal Khan - JJ Smit - Karthik Meiyappan - Alishan Sharafu - Junaid Siddique - Muhammad Jawadullah - Joe Denly - Marcus Stoinis - Jacob Duffy - Paul Walter |

- * Indica i giocatori suppletivi

## Sedi di gara
| Emirati Arabi Uniti                 | Emirati Arabi Uniti     | Emirati Arabi Uniti          |
| Dubai                               | Sharjah                 | Abu Dhabi                    |
| ----------------------------------- | ----------------------- | ---------------------------- |
| Dubai International Cricket Stadium | Sharjah Cricket Stadium | Sheikh Zayed Cricket Stadium |
| Capacità: 25,000                    | Capacità: 16,000        | Capacità: 20,000             |
|                                     |                         |                              |

## Risultati

### Classifica
| Pos. | Squadra                 | G  | Pt | V | P | N/R | NRR    |
| ---- | ----------------------- | -- | -- | - | - | --- | ------ |
| 1.   | Gulf Giants             | 10 | 16 | 7 | 1 | 2   | +1.258 |
| 2.   | Desert Vipers           | 10 | 14 | 7 | 3 | 0   | +0.399 |
| 3.   | MI Emirates             | 10 | 11 | 5 | 4 | 1   | 1.059  |
| 4.   | Dubai Capitals          | 10 | 9  | 4 | 5 | 1   | −0.386 |
| 5.   | Sharjah Warriors        | 10 | 7  | 3 | 6 | 1   | −0.522 |
| 6.   | Abu Dhabi Knight Riders | 10 | 3  | 1 | 8 | 1   | −1.784 |

      Qualificata in Qualifier
      Qualificata all'Eliminator

### Fase a eliminazione diretta

#### Qualificator 1
| 8 febbraio 2023 Dubai International Cricket Stadium, Dubai | Desert Vipers | 178/7 (20 overs) - 159 (19.4 overs) | Gulf Giants | Desert Vipers vince di 19 runs |

#### Torneo principale
|  | Play-off | Play-off       | Play-off |             |       | Semifinali    | Semifinali  | Semifinali |  |  | Finale | Finale | Finale |  |
|  |          |                |          |             |       |               |             |            |  |  |        |        |        |  |
|  |          |                |          |             |       | 1             | Gulf Giants | 168/6      |  |  |        |        |        |  |
|  |          |                |          |             |       | 1             | Gulf Giants | 168/6      |  |  |        |        |        |  |
|  |          |                | 3        | MI Emirates | 167/5 |               |             |            |  |  |        |        |        |  |
|  | 3        | MI Emirates    | 3        | MI Emirates | 167/5 | 152/2         |             |            |  |  |        |        |        |  |
|  | 3        | MI Emirates    |          |             |       |               |             |            |  |  |        |        |        |  |
|  | 4        | Dubai Capitals | 151/5    |             |       |               |             |            |  |  |        |        |        |  |
|  | 4        | Dubai Capitals | 151/5    |             | 2     | Desert Vipers | 146/8       |            |  |  |        |        |        |  |
|  |          |                |          |             |       |               |             |            |  |  |        |        |        |  |
|  |          |                | 1        | Gulf Giants | 149/3 |               |             |            |  |  |        |        |        |  |

##### Risultati fase eliminazione diretta
| 9 febbraio 2023 Dubai International Cricket Stadium, Dubai  | Dubai Capitals | 151/5 (20 overs) - 152/2 (16.4 overs) | MI Emirates | MI Emirates vince di 8 wickets |
| 10 febbraio 2023 Dubai International Cricket Stadium, Dubai | MI Emirates    | 167/5 (20 overs) - 168/6 (18.1 overs) | Gulf Giants | Gulf Giants vince di 4 wickets |
| 12 febbraio 2023 Dubai International Cricket Stadium, Dubai | Desert Vipers  | 146/8 (20 overs) - 149/3 (18.4 overs) | Gulf Giants | Gulf Giants vince di 7 wickets |

## Premi
| Cintura | Premio                     | Vincitore       | Team          |
| ------- | -------------------------- | --------------- | ------------- |
| Green   | Maggior numero runs        | Alex Hales      | Desert Vipers |
| White   | Maggior numero wickets     | Chris Jordan    | Gulf Giants   |
| Black   | Fastest 50*                | James Vince     | Gulf Giants   |
| Red     | Most Valuable Player (MVP) | Chris Jordan    | Gulf Giants   |
| Blue    | Best UAE Player            | Muhammad Waseem | MI Emirates   |